# Helmintología

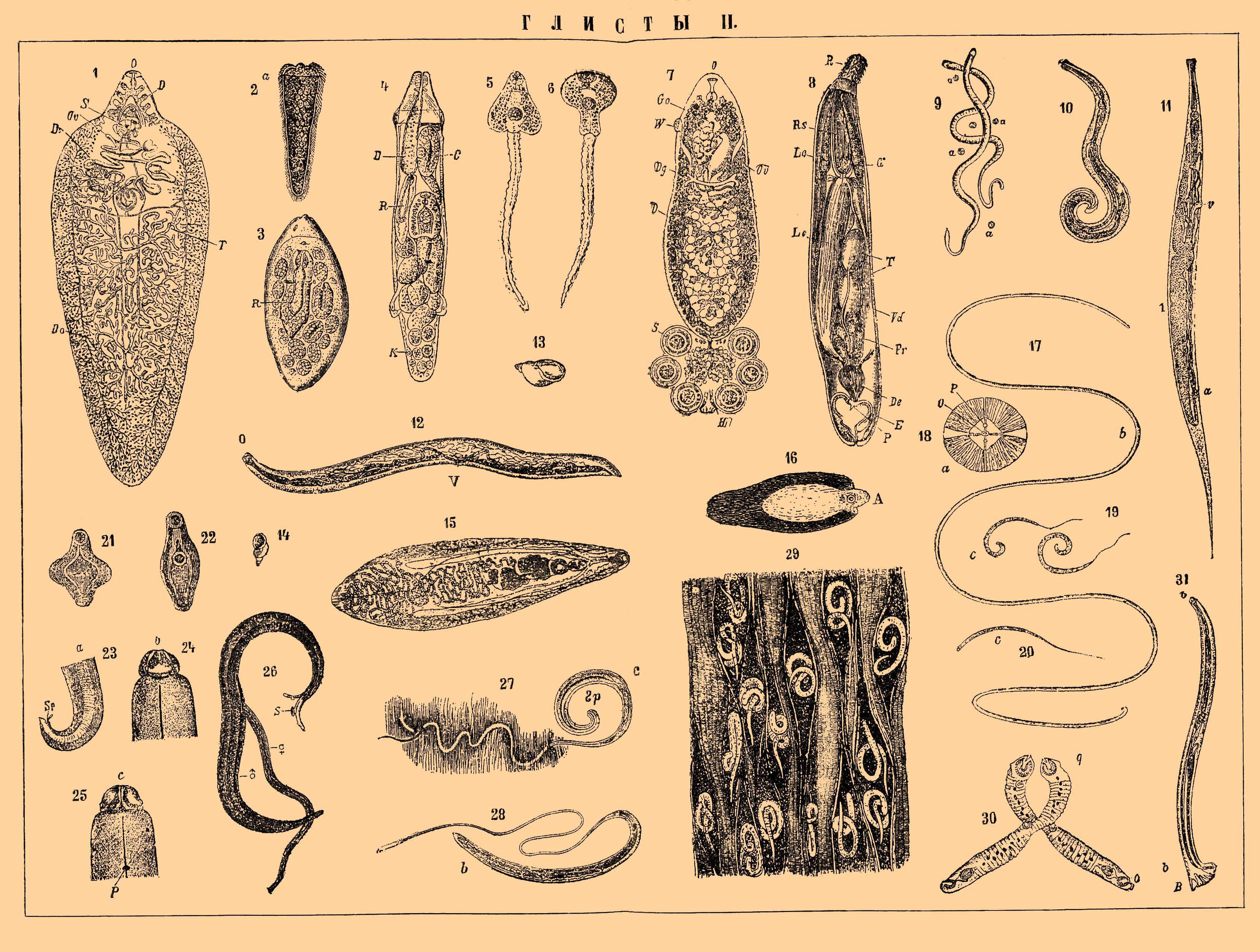
Antiguas ilustraciones sobre vermes de 1852.

La helmintología es la ciencia que estudia a los vermes (gusanos) o helmintos. La palabra viene del griego -helminthos (ἕλμινθος) y –logía (-λογία)) o -logos (λογος). Se trata esencialmente de una rama de la parasitología médica y veterinaria.
Los organismos estudiados por esta rama forman parte básicamente de dos filos: Platyhelminthes (platelmintos) y Nematoda (nematodos). Ambos poseen especies aplanadas o redondas, respectivamente. Entre los platelmintos destacan los trematodos (duelas) y los cestodos (solitarias). Por otra parte, también se incluye el filo Annelida (anélidos) o también llamados gusanos anillados, el cual está conformado por tres clases: Hirudinea, Oligochaeta y Polychaeta.
Se considera a Francesco Redi como el fundador de la helmintología. 
Entre los autores que se dedicaron al estudio de la helmintología durante el siglo XVIII y principios del siglo XIX se encuentran: Félix Dujardin, William Blaxland Benham, Peter Simon Pallas, Marcus Elieser Bloch, Otto Friedrich Müller, Johann Goeze, Friedrich Zenker, Charles Wardell Stiles, Karl Asmund Rudolphi, Otto Friedrich Bernhard von Linstow y Johann Gottfried Bremser. En el siglo XX destaca el parasitólogo japonés Satyu Yamaguti. 